# Andromeda (Poynter)
Andromeda è un dipinto del pittore inglese Edward Poynter, realizzato nel 1869. L'opera rappresenta il personaggio mitologico omonimo del quale hanno scritto Apollodoro di Atene e Ovidio. Si trova nella collezione privata di Juan Antonio Pérez Simón, in Messico.

## Soggetto
Dato che la madre di Andromeda, la regina Cassiopea, si era vantata di essere bella come le Nereidi, questa provocò l'ira di Poseidone, che decise di inviare il mostro marino Ceto per annientare gli uomini e il bestiame del suo regno. Cefeo, il padre di Andromeda, seppe dall'oracolo di Ammone quale era l'unica soluzione: dare sua figlia al mostro. Perciò Andromeda venne incatenata a uno scoglio, coi soli gioielli addosso.
Perseo, che dopo aver ucciso Medusa stava tornando a casa in groppa a Pegaso, un cavallo alato, vide Andromeda e decise di salvarla. Dopo aver chiesto la mano della giovane in cambio dell'uccisione del mostro, Perseo uccise Ceto con un colpo di spada o, secondo un'altra versione, pietrificò il mostro con la testa di Medusa.

## Descrizione
Quest'opera raffigura Andromeda in piedi, incatenata allo scoglio, mentre aspetta con rassegnazione che arrivi il mostro marino: gli occhi sono chiusi per non vedere la bestia che sta per arrivare e le labbra socchiuse sembrano invocare un lamento o una preghiera rivolta agli dèi. L'artista si concentra soprattutto sulla resa del corpo della principessa etiope attraverso dei giochi di luce e di ombra, oltre ovviamente al contrasto tra le rocce scure e il corpo rosato. Un panno blu legato alla gamba sinistra della donna viene gonfiato dal vento, richiamando un espediente presente nell'Arianna dell'artista veneziano Tiziano Vecellio. Poynter dipinse in modo realistico le onde del mare che si infrangono sullo scoglio, ricche di spuma. Sullo sfondo, a sinistra, si intravedono dei gabbiani e un cielo crepuscolare. 
Pochi anni dopo, nel 1871, Edward Poynter realizzò un'opera su questo tema che riprendeva la figura di Andromeda, aggiungendovi le figure di Perseo e di Ceto. Quest'opera venne distrutta durante il secondo conflitto mondiale ed è nota solamente attraverso un bozzetto a olio e delle fotografie.
Per questa tela, è probabile che Edward Poynter abbia preso come riferimento due modelle d'arte dell'epoca vittoriana: Antonia Caiva (un'italiana che aveva lavorato anche per Edward Burne-Jones e Frederic Leighton) per il corpo e Annie Keene (ritratta più volte dalla fotografa Julia Margaret Cameron) per i tratti del volto.